# タフタ

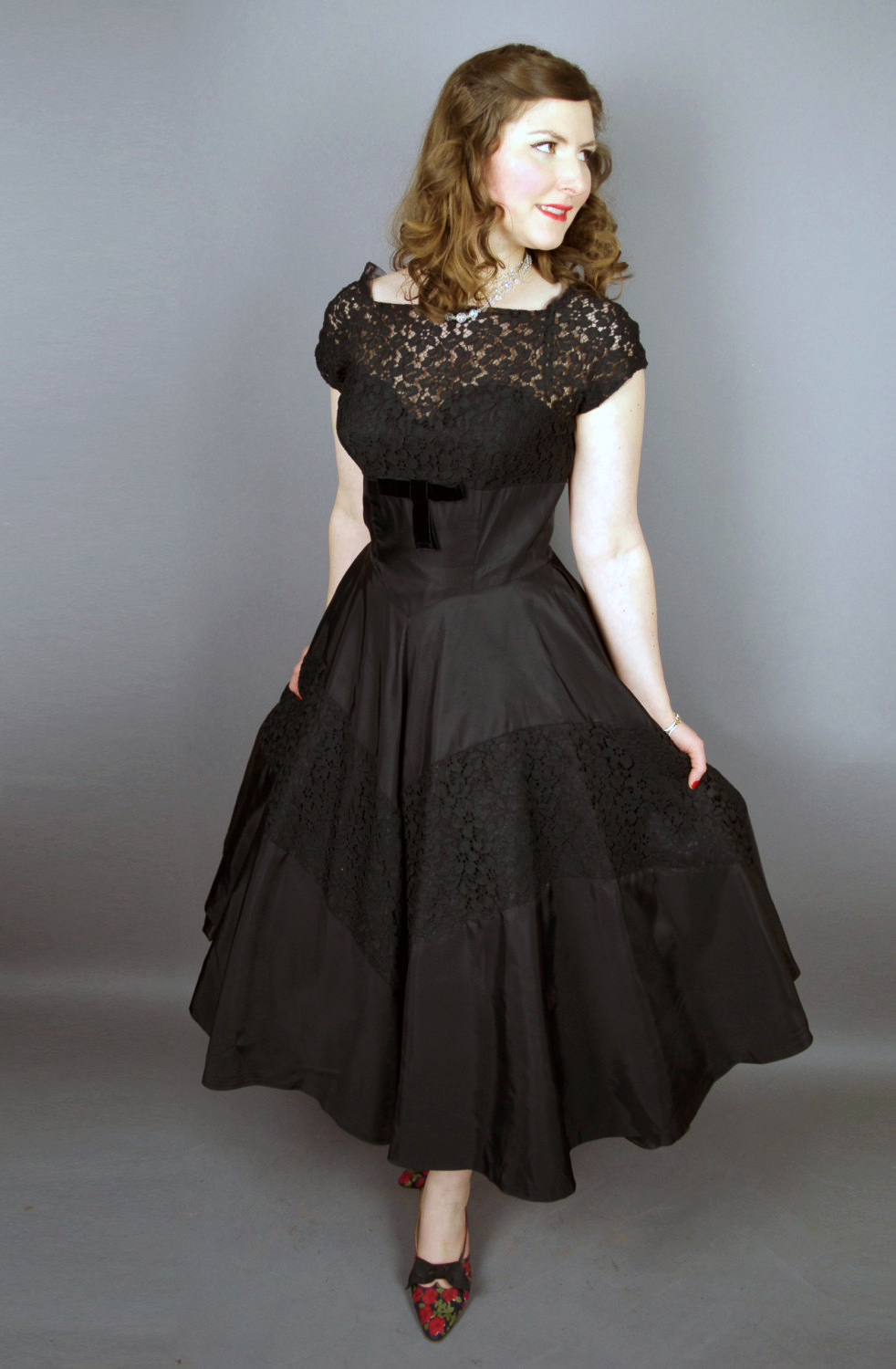
タフタ

タフタ（仏: taffetas、葡: tafeta）とは、表面が平滑で光沢のある平織地の絹織物の一種。名前はペルシア語で「紡ぐ」あるいは「撚糸（ねんし）で織った」を意味する「تافته」（taftah）に由来する。日本語では、琥珀織に似ることから薄琥珀（うすこはく）とも呼ばれる。元々は、絹織物であったが、後に他の素材でも作られるようになり、ナイロン製のナイロンタフタなどもある。
先練りにした生糸のうち、細いものを経糸に太いものを緯糸にして織りだすもので、経糸は緯糸より本数が多く2倍ほどになる。この太い横糸がごく細い粗い畝を表面に浮き出させている。地には張りがあり、軽く薄い布地の割には固さを感じる。同じ絹の平織服地であるファイユはタフタよりも厚手だが、より柔らかい。独特の硬い光沢があり、経糸と緯糸に違う色を使った玉虫織りのタフタも存在する。一般的に、リボン、女性用服地などに用いられる他、滑りが良いことから衣服の裏地、洋傘地などにも使われる。